# Bactrocera recurrens
Bactrocera recurrens
 es una especie de insecto díptero que Erich Martin Hering describió científicamente por primera vez en 1941. Esta especie pertenece al género Bactrocera de la familia Tephritidae. 